# Umberto Segre
Umberto Segre (Cuneo, 30 settembre 1908 – Milano, 13 dicembre 1969) è stato un politologo, filosofo e antifascista italiano.
Fu attivo in diversi campi dall'insegnamento alla pubblicistica, dalla riflessione filosofica alla critica letteraria: sempre con un tratto forte di indipendenza e di libertà intellettuale. 
Fin da giovanissimo fu un interlocutore diretto di importanti protagonisti del mondo culturale dell'Italia: da Croce a Giovanni Gentile, da Carlo Rosselli a Delio Cantimori, da Aldo Capitini a Augusto Del Noce.

## Gli anni venti
Umberto Segre nasce a Cuneo il 30 settembre 1908 da una famiglia ebraica, figlio di Giuseppe Segre e Ida Luzzatti. L'epigrafista Mario Segre è suo fratello maggiore.
Umberto consegue la maturità classica a Genova nel 1925. Sempre quell'anno si iscrive alla Facoltà di Lettere e Filosofia dell'Università degli Studi di Genova. A Genova è allievo, ma non discepolo, di Giuseppe Rensi. Umberto Segre in quel periodo traduce dal francese L' évolution créatrice di Henry Bergson.
Gli anni genovesi sono importanti perché è allora che comincia a formarsi la sua coscienza politica. Infatti, Segre inizia la collaborazione con “Pietre”, la rivista antifascista dei giovani universitari genovesi. Su di essa, fra il 1926 e 1927, interverrà con quattro articoli. 
A Genova, Segre si avvicina a Carlo Rosselli, picchiato dagli squadristi nel maggio 1926 a causa della sua manifesta contrarietà al regime.
Nell'autunno 1926 Umberto Segre vince il concorso per accedere alla Scuola Normale Superiore di Pisa. In questo periodo, inoltre, stringe amicizia con Vittorio Enzo Alfieri. L'ambiente pisano fa riferimento soprattutto alla figura di Aldo Capitini e alla sua idea della non violenza, che lo stesso Segre anni dopo, nel 1965, descriverà così: “La novità della loro impostazione [di Capitini e del suo gruppo] veniva dal sollevare in primo luogo, con i compagni, la questione della 'non menzogna' e della 'non violenza'. […] Prima di dirimere se siamo fascisti o antifascisti, dobbiamo stabilire se possiamo vivere nella menzogna: ma se non possiamo, allora il principio del dialogo è un principio religioso". 
Nel 1927, inoltre, Segre pubblica, sul “Giornale critico della filosofia italiana”, diretto da Giovanni Gentile, il saggio: "Il pensiero e la natura, lettere inedite di Sebastiano Maturi". Tuttavia, per le conseguenze che avrà sulla propria vita, lo scritto più importante di questo periodo è una lettera alla fidanzata, Elena Cortellessa, datata 25 settembre 1927, nella quale Segre si proclama nettamente contrario al fascismo con queste parole: “è inutile ripeterle che il fascismo è anacronistico, è medievale, è oscurantismo…[Mussolini] è uomo ambizioso e prepotente”. La lettera sarà sequestrata durante una perquisizione in casa della fidanzata. Da quel momento in poi il Casellario Politico Centrale seguirà con frequenza quasi quotidiana la vita di Segre. 
La lettera gli costerà l'arresto il 26 aprile 1928 e la condanna per diffamazione al Capo del Governo a otto mesi di confino in luglio, anche se già il 17 agosto Segre tornerà a casa, in quanto la pena gli viene condonata, ma sarà espulso dalla Normale assieme a Vittorio Enzo Alfieri. 
Intanto, nonostante le difficoltà e le mille vicissitudini a cui la sua vita da antifascista lo conducevano, i suoi studi proseguono con successo. Infatti, nel 1929 si laurea all'Università di Torino con una tesi su Maurice Blondel: "Aspetti e problemi della filosofia dell'azione" (relatore Erminio Juvalta, correlatori Adolfo Paggi e Annibale Pastore). 
In questo periodo, inoltre, nasce l'amicizia di Segre con Augusto Del Noce. Contemporaneamente la sua attività politica non viene meno. Infatti, nel maggio 1929 a Torino Segre sottoscrive, assieme a Paolo Treves, Ludovico Geymonat, al professor Umberto Cosmo e altri, una lettera di solidarietà a Benedetto Croce, il quale in Senato nel maggio 1929, dopo un discorso di opposizione ai Patti Lateranensi, era stato attaccato pesantemente da Mussolini che lo aveva definito “imboscato della storia”.
La lettera rivela altresì l'ammirazione intellettuale nei confronti di Benedetto Croce. In Croce, infatti, Segre e tanti altri antifascisti come lui, vedevano l'uomo di cultura che non si piega al regime e che, nonostante le angherie subite, continua la lotta alla fascismo. Croce appariva un maestro di libertà e di coerenza morale perché, con la sua opposizione al fascismo, rappresentava per quei giovani, pur legati a differenti idee politiche e filosofiche, un'alta guida morale. 
Come ammetterà lo stesso Segre, durante il fascismo chi si opponeva al regime non poteva in fondo non dirsi crociano: "In particolare, non voglio qui assolutamente discutere il contenuto e la funzione del crocianesimo come fondamento della cultura antifascista in Italia; ma mi sembra che per gli antifascisti fosse assai difficile sottrarsi all'essere crociani, allora;…". La lettera a Croce costerà a Segre un nuovo arresto (giugno 1929) e la condanna a tre anni di confino, condonati poi per intervento di Mussolini.

## Gli anni trenta
Dopo la laurea, nel 1930 Segre, a cui viene concesso il passaporto in seguito a una sua lettera "riparatrice" scritta a Mussolini, si reca in Francia e incontra Maurice Blondel. In Francia Segre vince un concorso per il lettorato di lingua italiana all'Università di Aix-en-Provence, collabora a varie rivista letterarie, scrive saggi in francese sulla letteratura italiana, insegna la lingua italiana all'Ecole Fenélon di Parigi. Anche in Francia, ovviamente, Umberto Segre sarà costantemente sorvegliato dalla polizia fascista, nonostante il mantenimento della promessa, fatta nella lettera a Mussolini, di non occuparsi di politica.
Nel 1932 Segre torna in Italia, si trasferisce a Cagliari per insegnare al Regio Liceo Ginnasio Dettori, e sposa Elena Cortellessa. Il rifiuto di prendere la tessera del PNF, oltre a problemi di salute, gli impediranno nel 1933 la possibilità di partecipare ai concorsi per diventare professore di ruolo nelle scuole statali. 
Per Segre e per molti altri antifascisti la vita in questi anni diventa sempre più difficile. Il regime, negli anni della conquista dell'Impero, sembra avere un consenso sempre più forte. La pressione della polizia, in questo clima d'isolamento, si fa sempre più pesante, sia per Segre che per gli altri antifascisti. Tuttavia, nonostante la drammaticità del momento, Umberto Segre non rinuncia alla sua lotta rigorosa al fascismo: “A volte gli antifascisti non tornavano, morivano in carcere, o in esilio, dov'erano fortunosamente giunti. La cosa più sorprendente è che facessero tutto questo, sopportassero tutto questo ignorati o vilipesi e per lo più senza risultati politici tangibili; poteva sorreggerli solo la convinzione che il fascismo era il male, e che il male non può vincere”.
Dopo un soggiorno a Bressanone per problemi di salute, dal 1936 Segre è a Milano, dove vive dando lezioni private e scrivendo saggi che non pubblica. Intanto nel 1938 nasce la figlia Vera e, nello stesso anno, Segre si iscrive al Partito d'Azione clandestino. Si tratta di una netta scelta politica in coerenza col suo antifascismo, ma è soprattutto l'adesione a un gruppo politico eterogeneo, nel quale confluiscono i seguaci di Carlo Rosselli, i liberasocialisti di Guido Calogero e Capitini, e i gobettiani. Al di là delle differenze, tuttavia, il P.d'A. si caratterizzerà per un comune tratto politico: “la necessità di un rinnovamento profondo nella vita dello Stato, a cominciare dal sistema istituzionale. Il Partito d'Azione sarà sempre antimonarchico”. 
La legislazione razziale del 1938, lo scoppio della guerra e i suoi drammatici effetti si ripercuoteranno in modo tragico sull'intera famiglia Segre.

## La guerra e il dopoguerra
Dopo l'armistizio dell'8 settembre 1943 Segre, con la moglie e la figlia, riesce a riparare in Svizzera. Gli altri suoi familiari non avranno la stessa fortuna. La madre Ida Luzzati e la sorella Elena saranno arrestate dai nazisti a Roma durante il Rastrellamento del ghetto di Roma del 16 ottobre 1943. La madre morirà di stenti in treno durante la deportazione, la sorella Elena nelle camere a gas di Auschwitz. L'anno successivo la stessa sorte toccherà all'intera famiglia del fratello Mario Segre, epigrafista di fama mondiale.
Dopo la guerra Umberto Segre torna alla sua attività di uomo di cultura: scrive per vari giornali, tra cui Il Giorno, insegna al Liceo Carducci di Milano, mentre nel 1945 sulla rivista milanese “Costume” appare il saggio filosofico intitolato: Il personalismo di Michelstaedter. In questo periodo di ricostruzione dell'Italia, inoltre, si intensificano i suoi interventi su varie riviste relativamente a fatti di politica interna e internazionale. Questi articoli daranno a Segre una certa fama nel clima di speranza del dopoguerra. Questo clima, tuttavia, nonostante l'entusiasmo e la voglia di ricostruire moralmente il Paese, reca con sé pure l'asprezza del nuovo scontro ideologico. In particolare nel periodo che va dal maggio 1947, mese dell'esclusione dei comunisti dal governo, al 1948-49, il livello della lotta fra comunisti e democristiani sale notevolmente. Sono note a tutti le tensioni che accompagnarono la campagna elettorale per le elezioni politiche dell'aprile '48 e i suoi strascichi (l'attentato a Togliatti del luglio di quell'anno). Si tratta di un periodo, dunque, di forte contrapposizione, nel quale la politica sovrasta la verità, o meglio, pretende di farsi essa stessa verità storica, lasciando, almeno in apparenza, poco spazio alle posizioni intermedie che vogliono affermare l'autonomia della cultura rispetto alla politica. La verità si trova stretta tra due fuochi: da un lato c'è l'ideologia comunista che afferma la necessità, per l'intellettuale, di aderire organicamente al partito; dall'altro lato, il variegato mondo democristiano afferma anch'esso, a suo modo, la necessità per l'intellettuale di militare per contrastare l'avanzata comunista. Non pare esserci via di mezzo per gli uomini di cultura che vogliono evadere da questa rigida contrapposizione.
Il periodo suddetto, quello fra il '47 e il '50, è perciò molto stimolante culturalmente, ma pure tanto difficile per la riflessione etico/politica di Umberto Segre. Di fronte al prevalere delle ideologie, di fronte all'asprezza della contrapposizione in Italia e nel mondo, l'Autore si chiede che spazio rimanga per quelle forze moderate, laiche e non marxiste, che vogliono cercare di evadere dalla rigida contrapposizione DC-PCI allora onnipresente in campo politico e culturale. Si può certamente affermare che in quegli anni Segre mantiene la sua adesione ideale al socialismo, ma spesso è critico verso gli stessi socialisti, accusati di appiattirsi troppo rispetto alla politica comunista, e accusati di non voler inserire la classe operaia all'interno dello Stato. Per tornare alla vita di Segre, c'è da dire che egli, dopo aver conseguito nel 1949 la libera docenza in filosofia morale, nel '54 riceve l'incarico di docente di Storia delle Dottrine Economiche presso la Facoltà di Lettere e Filosofia dell'Università di Milano. Nel 1958 ottiene l'incarico di Filosofia Morale presso la medesima Università. L'eclettismo di Umberto Segre si mostra adesso nella sua brillante capacità di trattare in maniera efficace differenti argomenti. In questi anni cresce la sua fama di brillante giornalista ed insegnante. Molti studenti, anche non di filosofia, seguono le sue lezioni, affascinati dalla figura di intellettuale antifascista che Segre incarnava. Egli, intanto, interviene spesso in maniera diretta sui temi politici, sociali e culturali. Da non dimenticare è anche la collaborazione con la TV italiana, oltre al lavoro con la Tv svizzera. Durante gli anni Sessanta, Umberto Segre si mostrerà pronto a discutere con notevole lucidità i nuovi temi della politica interna ed internazionale (dalla guerra in Vietnam alla crisi del centrosinistra, dalla contestazione giovanile di fine decennio ai rapporti fra le due superpotenze). Ne esce l'immagine di un autore del tutto indipendente, sempre pronto a confrontarsi con i molteplici aspetti della realtà, sempre in grado di esprimere opinioni meditate e valide. Infatti, anche alla fine della sua vita, di fronte alla contestazione giovanile del '68, egli è pronto ad ascoltare i giovani, sempre però negando la legittimità dell'uso della violenza sia verbale che fisica. In lui non vengono poi meno i principi che lo hanno sorretto durante il fascismo: la non violenza, la disponibilità al dialogo, il rigore e la coerenza morale. Nel 1967, privato dell'incarico all'Università di Milano, terrà un corso monografico all'Istituto Universitario di Scienze Sociali di Trento sui temi: "Economia e politica nel pensiero di David Hume" e "Storia della società industriale", mostrando ancora una volta la sua enorme preparazione culturale, e la sua capacità di spaziare su vasti campi del pensiero e della conoscenza umana. Conoscenza che, per Segre, non sarà mai fine a sé stessa, ma si connetterà sempre a un impegno diretto dell'intellettuale nella realtà. La vita di Segre, tra le altre cose, testimonia proprio questa sua convinzione più profonda. Umberto Segre muore improvvisamente il 13 dicembre 1969, il giorno dopo la strage di Piazza Fontana, primo atto di quel decennio tragico che sconvolgerà l'Italia democratica. La sua scomparsa colpirà molto l'Italia di quegli anni. Anche l'allora Presidente della Repubblica, Giuseppe Saragat, esprimerà il suo cordoglio. Dodici giorni prima il Comune di Milano aveva conferito a Umberto Segre la medaglia d'oro di benemerenza civica.

## Scritti di Umberto Segre
- Scritti giovanili, 2002.
- I Partiti italiani dal 1945 al 1969, 2005

La Democrazia Cristiana e il Partito Comunista Italiano, I. vol.
Il Partito Socialista e gli altri partiti, II vol.
- La politica italiana dal 1945 agli anni settanta, 2005

Introduzione di Vittorio Foa
Dalla Liberazione alla fine del Centrismo, I vol.
Dalla esperienza del Centro-sinistra al Compromesso storico, II vol.
- La Jeunesse de Sainte-Beuve, 2006

Traduzione di Vera Segre
- La questione dell'Alto Adige, 2006

Introduzione di Leopold Steurer e Carlo Romeo
- Saggi di filosofia economica e politica, 2006
- L'Europa senza ideologia tra capitalismo e socialismo, 2006

Testimonianza di Paolo Murialdi
- Dissenso politico e violenza, 2006

Introduzione alla prima edizione di Guido Martinotti
Seconda edizione aggiornata
- Aspetti e problemi della Filosofia dell'Azione, 2008
- La politica di potenza degli Stati Uniti: il caso del Vietnam 2010

## Di prossima pubblicazione
- Il gollismo in Francia, 1945 - 1969
- L'era di Adenauer,

L'era di Adenauer - vol. I
L'eredità di Adenauer - vol. II
- Il cammino della distensione verso la coesistenza

Postfazione di Gian Paolo Calchi Novati
La politica del confronto - vol I
U. S. A. - U. R. S. S. - vol. II
- Verità e Politica, Verità della politica.
- Dalla crisi delle ideologie alla contestazione giovanile.

Introduzione alla prima edizione di Renato Treves
Introduzione alla seconda edizione aggiornata di Vincenzo Ferrari
- La filosofia cartesiana della morale
- Profili
- La scuola e i giovani 1945 - 1969
- Diario politico 1945 - 1969
- Schede di cultura politica 1945 - 1969

## Mia Elena,……….
- Carteggio e Riflessioni, 1926-1945
- Gli anni della gioventù, 1926-1929, vol. I , 2009

Testimonianza di Vera Segre

### Di prossima pubblicazione
- L'esperienza francese, 1930-1932, vol II
- Malattia e sanatorio di Bressanone, 1933-1935, vol. III
- La speranza ecumenica, 1936-1938, vol. IV
- Le leggi razziali, l'esilio e la tragedia familiare, 1939-1945, vol. V

Appendice di Vera Segre: I miei ricordi di rifugiata, 1943-1945.

## Altre opere postume di Umberto Segre
- Verità e politica, verità della politica [a cura di Vera Segre e Paolo Mugnano - ed. Comunità, Milano, 1979]

Introduzione di Renato Treves
- Dissenso politico e violenza. Scritti sulla contestazione giovanile. [a cura di Vera Segre e Paolo Mugnano - ed. Marsilio, Venezia 1980.]

Prefazione di G. Martinotti
- Questioni di morale cartesiana: morale provvisoria e morale definitiva [a cura di Vera Segre e Paolo Mugnano]
- ACME, [Annali della Facoltà di Lettere e Filosofia dell'Università degli Studi di Milano - vol. XI, fasc. I, gennaio - aprile 1987.]
- Etico e politico. Scritti filosofici [a cura di Vera Segre e Paolo Mugnano. - Pubblicazione della Facoltà di Lettere e Filosofia dell'Università di Milano - ed. La Nuova Italia, Firenze, 1991.]

## Iniziative in ricordo di Umberto Segre
- Club Turati, via Brera 18 Milano, 30 gennaio 1980,

presentazione del Volume: Verità e politica, verità della politica.
- Mostra: Per la democrazia a cinquanta'anni dalla firma della Costituzione.

25 aprile - 2 giugno 1998, Pietra de' Giorgi (PV)
Per l'occasione è stato diffuso un libro dedicato a Umberto Segre a cura del comitato della mostra:
Umberto Segre: una figura di intellettuale antifascista.
- Mostra al Liceo Classico “ Parini “, Milano,

giornata di ricordo, 14 dicembre 1999
- Tesi di laurea discussa dal dottor Barreca Giuseppe. relatore prof. Amedeo Vigorelli, presso l'Università degli Studi di Milano, il 2 dicembre 1999.
- Istituto Nazionale per la Storia del Movimento di Liberazione in Italia e

Università degli Studi di Milano, Dipartimento di Filosofia e
Dipartimento di Scienza della Storia e della Documentazione Storica
15 dicembre 1999
Giornata di studio:“ Umberto Segre: un antifascista scomodo “.
in occasione è stato pubblicato a tiratura numerata: il volume
Scritti giovanili.
- Istituto Professionale per i Servizi Commerciali in Lingua italiana

“ Falcone e Borsellino “ e Liceo Classico “ Dante Alighieri “ di Bressanone
Mostra
Giornata della memoria:
Dibattito in ricordo di Mario e Umberto Segre, docenti del Liceo
Dante Alighieri di Bressanone:
“ Magistero culturale e impegno civile “.
È stato presentato il volume di Umberto Segre:
La politica italiana dal 1945 agli anni sessanta.
È stato presentato il volume di Mario Segre:
Pausania come Fonte Storica.
La biblioteca del liceo è stata dedicata a Mario Segre, morto ad Auschwitz nel 1944.
- Istituto Professionale per i Servizi Commerciali in Lingua italiana

“ Falcone e Borsellino “ e Liceo Classico “ Dante Alighieri “ di Bressanone
dibattito il 15 maggio 2006
con Leopold Steurer e Carlo Romeo sul libro di Umberto Segre
La questione dell'Alto Adige, 1948 - 1969
- Libera Università di Bolzano

dibattito sul libro di Umberto Segre:
La questione dell'Alto Adige, 1948 - 1969
15 maggio 2006.